# باربرا جوردن
باربرا جوردن (بالإنجليزية: Barbara Jordan)‏ هي كاتِبة وشاعرة أمريكية، ولدت في 1949.